# 施設
施設（しせつ、英語: facility）とは、社会生活を営む際に利用する構造物、建築物やその設備。
国民の生活向上に必要な公共施設を社会資本・インフラストラクチャーなどという。
狭義、あるいは省略した用語として児童福祉施設、老人福祉施設などの福祉施設のことを指す場合もある。

## さまざまな施設

### 公共施設
産業の基盤
- 道路
代表的なものとしてはローマの街道、インカ道、鎌倉街道、江戸時代の五街道などがある。これらは、権力行使の道具として使われてきた歴史がある。機能別に分類すると幹線道路、補助幹線道路、区画道路などに分けられる。また、施設管理者により国道・市町村道・私道などと区別する場合もある。日本国内法の、定義は法律によって異なり定義されている法律には、建築基準法、土地区画整理法、道路法などがある。現代の日本では供給施設の収納空間・防災空間としての空間的機能の重要性が増している。また、日本の道路構造令は、自動車を中心とした設計概念から、空間機能や、歩行者や自転車を対象にした設計概念へ転換する努力がされている。
- 港湾施設 - 灯台
- 鉄道施設 - 駅•線路•付帯設備
- 空港
- 通信施設
- 証券取引所

生活の基盤
- 下水道
- 寄宿舎・学生寮
- 教育施設・学校施設
- 公民館
- 図書館
- 医療機関 - 病院・診療所・助産所・施術所・薬局
- 福祉施設 - 児童福祉施設・老人福祉施設・障害者支援施設
- 宗教施設 - 神社・寺院・教会・モスク
- 火葬場
- 墓地・霊園
- 宿泊施設 - ホテル・旅館
- 休憩施設 - ドライブイン
- 公園・庭園
- 遊園地
- 映画館
- 博物館・美術館・科学館・動物園・水族館・植物園
- 劇場
- 運動場・体育館
  - 陸上競技場
  - 球技場 - 野球場・ソフトボール場・サッカー場・庭球場（テニス場）・ラグビー場
  - ゴルフ場
  - スキー場
  - アーチェリー場
  - 武道場 - 柔道場・剣道場・弓道場
  - レスリング場
  - 体操場
  - 射撃場

### 研究施設
- 研究所
- 天文台

### 軍事施設
- 軍事施設 - 軍事基地
  - 軍港
  - 工廠
  - 要塞 - 海堡
  - 通信施設 - レーダー基地

## 公益施設
この用語は都市、地域の骨格となる道路、河川、公園緑地、広場など公共施設に対して、住民の生活のために欠かせないサービス施設の呼称として用いる。学校等の教育施設、病院等の医療施設、集会所等のコミュニティ施設、官公庁施設などを含む。場合によっては、商業施設や銀行、郵便局、通信情報施設、電気、ガス、水道などのエネルギー施設を含むこともある。またインフラストラクチャーは公益施設も含まれる他、都市計画で土地区画整理事業に際し業務用施設用地、行政商業等施設用地、教育施設用地、住宅地などのほかに公益施設用地を定める。都市計画の構成要素に、都市基幹施設や公共公益施設の配置計画、また緑地には公共公益施設における植栽地等も想定される。公共公益施設の整備に関する事業を営む法人（鉄道事業者、電気事業者など）があり、特殊価格にも現況による管理を継続する公共公益施設が定められている。近年では公共公益施設の利用促進のために市町村などの自治体が公共交通空白地域を生める手段として運営する循環バスを運営することがある。

### 公益施設の例
- ココネ上福岡公益施設棟（埼玉県ふじみ野市） - ふじみ野市サービスセンターなど。
- AOSSA（福井県福井市） - 7階・8階に福井県公益施設。
- もんぜんぷら座（長野県長野市）
- クラシティ半田（愛知県半田市） - 店舗と公益施設、住宅、駐車場の複合施設。
- 岩倉駅再開発ビル（愛知県岩倉市） - 2階に生涯学習センター。（スタジオ、会議室、料理室ほか。）
- 門司港レトロハイマート（福岡県北九州市門司区） - 住居と公共公益施設。（展望台）
- ウェルとばた（福岡県北九州市戸畑区） - 公益施設とオフィスビルの複合施設。